# Осада Антверпена (1914)
Осада Антверпена (20 сентября — 10 октября 1914 года) — осада и взятие бельгийского города Антверпен германскими войсками во время Первой мировой войны.
В 1914 году город Антверпен был защищён со всех сторон несколькими десятками мелких крепостей (фортов) и двумя оборонительными линиями (см. статью «Крепость Антверпен»). После того, как бельгийская армия отступила в Антверпен, немецкие войска 20 сентября начали осаду города. Осада была неполной: немецкие войска блокировали Антверпен лишь с востока и юга. С севера проходила граница с нейтральными Нидерландами, с запада (с моря) городу могла оказывать помощь Великобритания. Германское командование выделило на осаду города 3-й резервный корпус (основные силы немцев в это время сражались во Франции, см. статью «Бег к морю»). Бельгийские войска проводили рейды из города, нанося ощутимые удары осаждающим. В связи с этим германцы перебросили к Антверпену дополнительные силы.
Решительные бомбардировки города немцы начали 28 сентября, после того как освободилась тяжелая артиллерия, осаждавшая сдавшуюся французскую крепость Мобёж. Первые артиллерийские обстрелы принесли значительные результаты осаждавшим. Становилось очевидно, что Антверпен долго не продержится, тем более, что во Франции устанавливалась сплошная линия фронта, что грозило бельгийской армии полным окружением. 2 октября немцы начали штурм некоторых фортов и захватили два из них.
1 октября бельгийцы направили британскому правительству телеграмму, в которой заявили, что отступят из Антверпена в течение 3 дней. Однако британцы заявили, что сделают все возможное, чтобы не сдавать Антверпен германцам. И уже 3 октября в город прибыл отряд морских пехотинцев британской армии. Однако это не могло изменить положения. Германская армия продолжала наступать, и бельгийцы начали отступление из города. Бельгийская армия эвакуировалась из Антверпена по понтонным мостам. Последние бельгийские части отступили из Антверпена 8 октября, 9 октября германская армия вошла в город. Значительное число бельгийских военнослужащих, а также британские части ушли в нейтральные Нидерланды, где были интернированы на время войны.
Из иллюстрированного журнала «Искры» от 19 октября 1914 г:

Исход бельгийцев. После недолгой осады, героической обороны и ожесточенной бомбардировки 26-го сент. пала последняя твердыня бельгийцев — крепость Антверпен. Под градом снарядов из жерл чудовищных орудий, подвезённых немцами и установленных на заранее ими же выстроенных платформах, умолкал форт за фортом. 23-го сент. покинуло Антверпен бельгийское правительство, 24-го началась бомбардировка города. Целые улицы стояли в пламени. В порту пылали грандиозные цистерны с нефтью. «Цеппелины» и аэропланы забрасывали несчастный город бомбами сверху. Мирное население в панике бежало из обреченного города, десятками тысяч, спасаясь кто куда: на судах в Англию и Францию, пешком в Голландию..